# Hogs of War
Hogs of War je počítačová, tahově-strategická hra, vydaná společností Infogrames Europe, hratelná na PlayStation a PC. Vyšla dne 6. června 2000 v Evropě a 5. září 2000 v Severní Americe. Hra se odehrává během první světové války, kde ale místo vojáků bojují antropomorfní prasata. Hra má tahovou strategii, 3D grafiku, kariérní režim pro jednoho hráče a hlas (ve všech případech vyprávění a pro prasata) britského komika Rika Mayalla.
Melodii pro hru vytvořil John Philip Sousa (Liberty Bell March).

## Hraní hry
Hra Hogs of War je tahově-strategická hra, ve které hráči střídavě ovládají jednotlivé členy své čety prasat, aby se zapojili do boje s nepřáteli, podobně jako ve hře Worms. V každém kole hráč převezme kontrolu jednoho prasete, které má možnost pohybovat se po mapě, včetně skákání a plavání přes vodní plochy, a možnost účasti v boji. Každé kolo má stanovený limit a končí v okamžiku, kdy je časovač na hodnotě 0. Pokud časovač klesne pod hodnotu 10, začne čím dál hlasitěji a rychleji tikat (v režimu pro více hráčů pobízí k vykonání činnosti ukončující kolo i komentátor), a v případě vyprchání času se kolo přeskočí a přijde řada na ostatní týmy prasat. Kolo skončí i v případě, jestliže je použita některá zbraň nebo schopnost, kterou prase má, v případě, když prase neočekávaně během kola zemře (např. utopením), nebo v případě, že se prase omylem zranilo při chůzi do minového pole. Další nebezpečí zahrnuje voda, jelikož, i když v ní prasata mohou plavat, ubírá zdraví téměř všem třídám prasat. Je-li prase sraženo do vody, když není na tahu, bude automaticky plavat na nejbližší břeh, jestliže je nějaký k dispozici. I když je to obtížné, je rovněž možné vyhodit prasata z mapy, což způsobí okamžitou smrt, přičemž nezáleží na hodnotě zdraví prasete. Pokud se hodnota zdraví rovná číslu 0 a hráč je na souši, padne na zem a řekne poslední komickou poznámku před explozí, která může odebrat až 20 zdraví prasatům, která v době exploze stojí příliš blízko jemu. Jestliže prase po své smrti získá poškození, které má hodnotu 100 nebo více, exploduje automaticky. Někdy mohou prasata kvůli chybě vybouchnout i když jim nevyprchá všechno zdraví, např. při dlouhém pobytu v minovém poli nebo po dopadu na nějaké místo za hranicí, kde se mohou prasata pohybovat (obvykle, pokud není prase vyhozeno z mapy úplně, se automaticky vrátí zpět na hrací území).
Každé prase může mít přiřazeno třídu, ve které má okamžitý přístup k některým zbraním či schopnostem, a nemusí je tedy získávat z balíčků. V režimu pro jednoho hráče existují čtyři hlavní typy tříd: Dělostřelci, kteří se specializují na těžké zbraně velkého rozsahu, jako jsou bazuky, minomety a plamenomety, inženýři, kteří se specializují na výbušniny, jako jsou granáty, miny a TNT, špióni, kteří se neobjevují na mapě a používají odstřelovací pušky a kamufláž a zdravotníci, kteří mohou léčit jakékoliv jiné prase (případně i sebe). Jakékoli prase (přičemž nezáleží na tom, jakou má prase přiřazenou třídu) si může vyzvednout a používat jakoukoliv zbraň v balíčcích, které lze nalézt na téměř každé mapě. Balíčky mohou být také získány zničením vzducholodi, stoupnutím prasete na vyznačené místo či splněním nějakého zvláštního úkolu. Prasata, která si balíčky vyzvedla, ale nevyužila je, je zanechávají na zemi po své smrti, jestliže od jeho získání neuplynul větší počet než pět tahů.
Kromě zbraní mohou hráči také získat přístup do vojenských vozidel, jako jsou tanky, artilerie a řopíky. Všechny z nich mají určité zdraví, které je při útocích odebíráno místo zdraví prasete, ale po vyprchání zdraví jsou zničeny a prasatům uvnitř a příliš blízko vozidla je odebrána určitá část zdraví. V některých případech umožňují použití vysoce destruktivních zbraní. Bunkry a MASH stany mohou rovněž poskytovat ochranu zdravé, nemají ale žádné zbraně. MASH stany však mohou přidat praseti více zdraví nebo ho dokonce obnovit na začátku dalšího tahu.

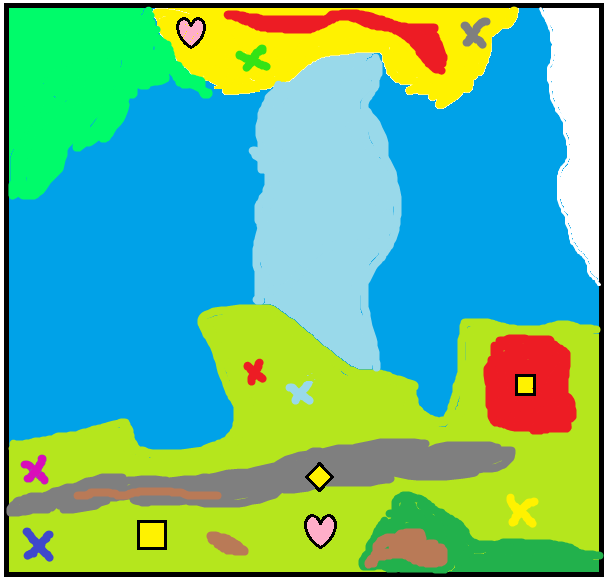
Příklad mapy se všemi prvky

### Popis symbolů a barev na mapě
Povrchy
- Půda – Zelená, Žlutá, Bílá, Hnědá, Světle modrá[4]
- Voda – Modrá
- Minová pole – Červená
- Skály – Šedá
- Jedovatá voda – Světle zelená

Symboly
- Křížek – Prase
- Čtverec – Balíček se zbraní
- Srdce – Balíček se zdravím
- Kosočtverec – Medaile

### Hra pro jednoho hráče
Na začátku každé kampaně si hráč vybere svůj národ a četu až osmi prasat, jejichž jména jsou vybrána, ale lze je měnit. Hlavním úkolem pro hráče je dobýt všech pět ostrovů souostroví Saustralasia (pojmenované po Australasii), na kterém se děj hry odehrává. Každý ostrov obsahuje pět misí (kromě posledního ostrova, Arstria, na kterém jsou pouze čtyři mise). V každé misi je několik prasat jiného národa, než si hráč na začátku vybral.
Na začátku kampaně je celý tým tvořen grunty, kteří mají zdraví 50 a pouze bajonet, pušku a tři granáty. Prasata však mohou být povyšována během postupu hráče přes úrovně a vydělávání si medailí (anglicky Promotion Points, zkratka PP). Jedna medaile je získána po dokončení každé mise, další je získána, jestliže všichni členové týmu přežili a potom existují také medaile, které lze nalézt během hry (z nichž je většina v silně střežených nebo na těžko přístupných místech). Během prvního vylepšení prasete si hráč může zvolit jednu ze čtyř možných tříd, kterou však poté nelze změnit (pyrotechnik, zdravotník, inženýr a špión) a dále ji vylepšovat, například špión začíná jako průzkumník, který je později povýšen na odstřelovače, poté na špiona atd. I když jsou všechny třídy odlišné, mohou být nakonec všechny povýšeny do speciální třídy komanda, která se specializuje na téměř všechny zbraně a schopnosti, a potom na hrdinu.
Pokud je prase zabito během mise, může se ještě vrátit do další mise. Pokud zemřou tři prasata, není v další misi dostupné prase, které zemřelo jako první, pokud však zemřou čtyři, dvě prasata, která zemřela jako první, ztratí všechna jejich povýšení a nikdy již nebudou dostupna (budou nahrazena za náhradní náhodně vybraná prasata, nesoucí jméno Draft s číslem).

#### Rozdíly hry na jiných herních platformách
Ve hře pro jednoho hráče existuje výrazný rozdíl ve verzích hry pro počítač a pro PlayStation. Ve verzi hry na PlayStation jsou prasata ovládaná počítačem chytřejší a chodí na lepší útočnou pozici, nebo používají vozidla a vyzvedávají si balíčky se zbraněmi či se zdravím. Ve verzi hry pro počítač se prasata ovládaná počítačem příliš nehýbají, a chodí si pro balíčky se zbraněmi jenom pokud mají třídu, která vlastní raketový batoh.

### Hra pro více hráčů
Na začátku si hráč vybere, kolik bude ve hře týmů, které může ovládat, a týmů, které jsou ovládány počítačem. Jsou zde podmínky, že počet týmů musí být nejméně dva a nejvíce čtyři, a ve hře musí být alespoň jeden tým, který hráč může ovládat. Po zvolení je vidět nabídka misí. Hráč si musí zvolit režim a popřípadě nastavit podmínky hry. Po zvolení mise hráč musí nastavit, které týmy budou proti sobě bojovat a jakých tříd budou jednotlivá prasata a popřípadě týmy či prasata přejmenovat.

#### Hlavní menu
- Režim Survival – Cíl je zabít co nejvíce prasat a zůstat co nejdéle na živu. Tým, do kterého patří prase/ata, které/á nejdéle přežilo/a, vyhrává.
- Režim Death Match – Cíl je zabít co nejvíce prasat a co nejméně jich ztratit. Poté, co prase zemře, znovu přistane na mapě. Za zabití prasete dostane tým 2 body, za ztrátu prasete 1 bod ztratí. Počet bodů je možné vidět přímo při hře. Vyhraje tým, který dosáhne jako první požadovaného počtu bodů.
- Strategické mise – Mise, ve kterých se musí strategicky přemýšlet. Některé mise v této kategorii je možné hrát pouze s určitým počtem týmů.
- Generace mise – Zde si hráči mohou generovat svoje vlastní mise, hrát misi náhodně vygenerovanou počítačem či zadat kód k jiným misím.
- Nastavení – Zde si hráči mohou nastavit, kolik prasat bude mít každý tým, čas kola, hodnotu zdraví prasat, požadovaný počet bodů v režimu Death Match, zda si mohou hráči vybírat mezi svými prasaty nebo jestli prasata náhle zemřou po dosažení určité hodnoty zdraví.

#### Třídy prasat v režimu pro více hráčů
Třídy v režimu pro více hráčů jsou odlišné od těch, které se nacházejí v režimu pro jednoho hráče.

#### Konec hry v režimu pro více hráčů
V režimu Survival se po konci hry se rozdělují všem týmům, které bojovaly ve hře, body. Za každé zabité nepřátelské prase dostane tým jeden bod, za smrt prasete vlastní vinou jeden bod ztrácí. Tým, jehož prase/ata bylo/a poslední, které/á na mapě zůstalo/a po smrti všech ostatních prasat, získává tři body za vítězství v bitvě. Je též jednomu ze zúčastněných prasat udělena cena, za kterou rovněž dostane jejich tým určitý počet bodů. Cena může být udělena za sadismus, zabití více prasat najednou, nebo, pokud není splněna ani jedna z těchto podmínek, se udílí cena "prase bitvy", která však dává týmu pouze jeden bod. Vyhrává tým, který má nejvíce bodů, ale nemusí to být tým, který vyhrál i bitvu (i když to tento tým zpravidla je).
V režimu Death Match už jsou body známy ve hře, jenom jsou shrnuty na konci hry v tabulce.

### Týmy
Existuje šest různých národů prasat v Hogs of War, ale i když nejsou ve jménech týmů, jsou reprezentovány jako komicky pojmenované týmy prasat, které se od sebe liší unikátními barvami uniforem, přízvukem a v třídě dělostřelců helmami. Každý národ je parodován jménem jeho týmu a prasat a komickým mluvením prasat během hry, obvykle před začátkem jejich tahu, před útokem se zbraní nebo když umírají. To, co před začátkem tahu říkají určuje hodnota zdraví. Hru také občas komentuje komentátor, a to po zabití prasete, když posílá vzducholodí balíček nebo medaili, když má hra skončit nebo pokud hráč neposbíral všechny medaile ve hře. Ve hře pro více hráčů má i každý tým svého komentátora, a ten upozorňuje, i když časovač klesne pod hodnotu 10, nebo když tým prohrává či vyhrává. Mezi národy, které ve hře vystupují, patří Velká Británie, Francie, Německo, Spojené státy americké, Rusko a Japonsko.
Velká Británie je reprezentována jako "Tommy's Trotters". Prasata jsou oblečena v zeleném oblečení a nosí standardní britské helmy z první světové války. Jsou založena na britském expedičním sboru. Francie je reprezentována jako "Garlic Grunts". Prasata jsou oblečena v tmavě modrém oblečení a nosí armádní čepice. Jednají ve stereotypním, arogantním a urážlivém způsobu. Německo je reprezentováno jako "Sow-A-Crauts". Prasata nosí šedé oblečení a Pickelhaube přilby. Jsou založena především na Německém císařství, jednají agresivně a opile. Jejich jména se často vztahují k masu. Spojené státy americké jsou zastoupeny jako "Uncle Ham's Hogs" (po Strýčkovi Samovi). Prasata nosí světle modré oblečení a kampaňové klobouky. Rusko je reprezentováno jako "Piggystroika" (pojmenováno po Perestroice). Prasata nosí červené oblečení a ušanky. Přestože téma hry je první světová válka, jsou tu spíše jako Sovětský svaz z druhé světové války. Používají komunistické termíny jako "soudruh". Mluví také občas v opilém způsobu. Japonsko je reprezentováno jako "Sushi-Swine". Prasata nosí žluté oblečení a čepice s tropickým hledím. Jsou zobrazováni jako prasata, která mají přísné normy cti. Některá jejich jména jsou převzata ze starého Feudálního Japonska. Také existuje tým zvaný "Team Lard" (též "Mardy Pigs"), ve kterém jsou ovšem všechna prasata jiné národnosti. V tomto týmu mají prasata fialové oblečení a helmu s dvěma rohy.

#### Členové týmů
V každém týmu je 9 prasat, za které můžete hrát (kromě týmu Team Lard, který má členů 19) a legenda (kromě týmu Team Lard, u kterého se legenda ve hře vůbec nevyskytuje).

## Děj hry
Bylo zjištěno, že souostroví ve tvaru prasete, známé jako Saustralasia, nacházející se v Pigsifickém oceánu (podle Tichého (pacifického) oceánu), je bohatým zdrojem pomyjí, které jsou popisovány jako "život krve prasat". Mezi prasaty jsou pomyje velice drahé a to vedlo k účasti všech prasečích národů ve válce. Pod dohledem generála I. P. Grimlyho se hráč zúčastní bitev v každém z pěti hlavní ostrovů Saustralasie; Hogshead, Saustralia, Trotsville, Bellyopolis a Arstria.
Po dobytí každého ostrova je týmu přemítán vzdělávací film o technikách přežití včetně toho, jak si udržet poměr zásob, jak poznat protivníka, jak se maskovat, jak používat boty v boji, jak udržet tajemství trezoru a kdy používat zdravotnickou péči. Po odvysílání tohoto filmu je týmu udělen určitý počet bodů navíc. Po poražení všech ostatních národů a získání nároku na Saustralasijskou pevninu se četa zapojuje do konečné bitvy na Ostrově Pomyjí s prasetem z týmu Team Lard, dělostřelcem Izzy, a největšími legendami všech ostatních národů. Bez ohledu na to, který národ zvítězí, všechny prasečí národy oslavují konec války a čas míru. Po skončení hry je hráč odměněn s velkým počtem medailí (pokud přežije 3 a méně prasat), nebo má možnost hrát celou hru opět jako Team Lard, kde získá zpět svoje prasata, se kterými bojoval dříve, která jsou ovšem převlečena do fialových uniforem, bez ohledu na jejich předchozí národnost, a jsou opět ponížena na grunty. Tato hra je ovšem v tzv. těžkém režimu, v němž se bojuje proti dřívějšímu týmu, hra je ovšem velmi obtížná, protože jsou všechna nepřátelská prasata povýšena o třídu výše.
Poslední film ukazuje přeživšího vojáka, který si myslí, že válka byla zbytečná. Argumentuje o tom, že ho během čtyř let války opustila jeho milá, že byl jeho domov zničen a teď se bez šance na to, aby se zaměstnal, ptá, kvůli čemu vlastně bojoval. I. P. Grimly mu pak představí vojáka s medailí, který řekne závěrečné prohlášení:
Vzdal bys to všechno? Ne! Voják má válku ve své krvi, a jestliže není žádná válka, tak jednu začneme! Tak dlouho, dokud budou politici ve světě vytvářet nesmyslné argumenty, budeme bojovat ve zbytečných válkách! Žádné zásoby zbraní nepřijdou nazmar. Ujišťuji tě, že budeme bojovat se všemi druhy nových nepřátel na celém tomto světě.

## Hodnocení
| Agregátor       | Hodnocení    |
| --------------- | ------------ |
| Metacritic      | 62/100       |
| AllGame         | 4 hvězdy z 5 |
| EGM             | 7/10         |
| Eurogamer       | 9/10         |
| Game Revolution | C            |
| GameSpot        | 5,5/10       |
| IGN             | 7,4/10       |
| OPM (US)        | 4 hvězdy z 5 |
| OPM (UK)        | 8/10         |
| Play            | 90%          |

## Pokračování
Dne 13. února 2008 společnost Infogrames oznámila, že bude zveřejněno pokračování Hogs of War 2 pro Nintendo DS, Wii, PlayStation 2 a PC. Vydání bylo navrženo v dubnu 2009, ale nyní je zřejmě zrušeno. Během tohoto období byli Infogrames vystaveni finančním problémům a vzati zpět do Atari, SA.
Dne 25. března 2021 bylo vydáno neoficiální pokračování hry s novými složitějšími úrovněmi, Pinstripe's Mod. Vzhledem k tomu, že nebylo vytvořeno původními tvůrci hry, je k dispozici zdarma na Google Drive.

## Znovuvydání
Počítačová verze Hogs of War byla znovuvydána společností Urbanscan v září 2014. Byla dána na web GOG.com za cenu 3,69 libry, což je zhruba 106,22 Kč. Na této síti dostala hra hodnocení 4,5 hvězdy.
Verze pro PlayStation byla znovuvydána severoamerickým obchodem PlayStation Network v roce 2013.
Počítačová verze byla rovněž znovuvydána celosvětově na platformě Steam dne 28. července 2015 za cenu 3,99 libry (zhruba 114,86 Kč).